# Asclepias californica

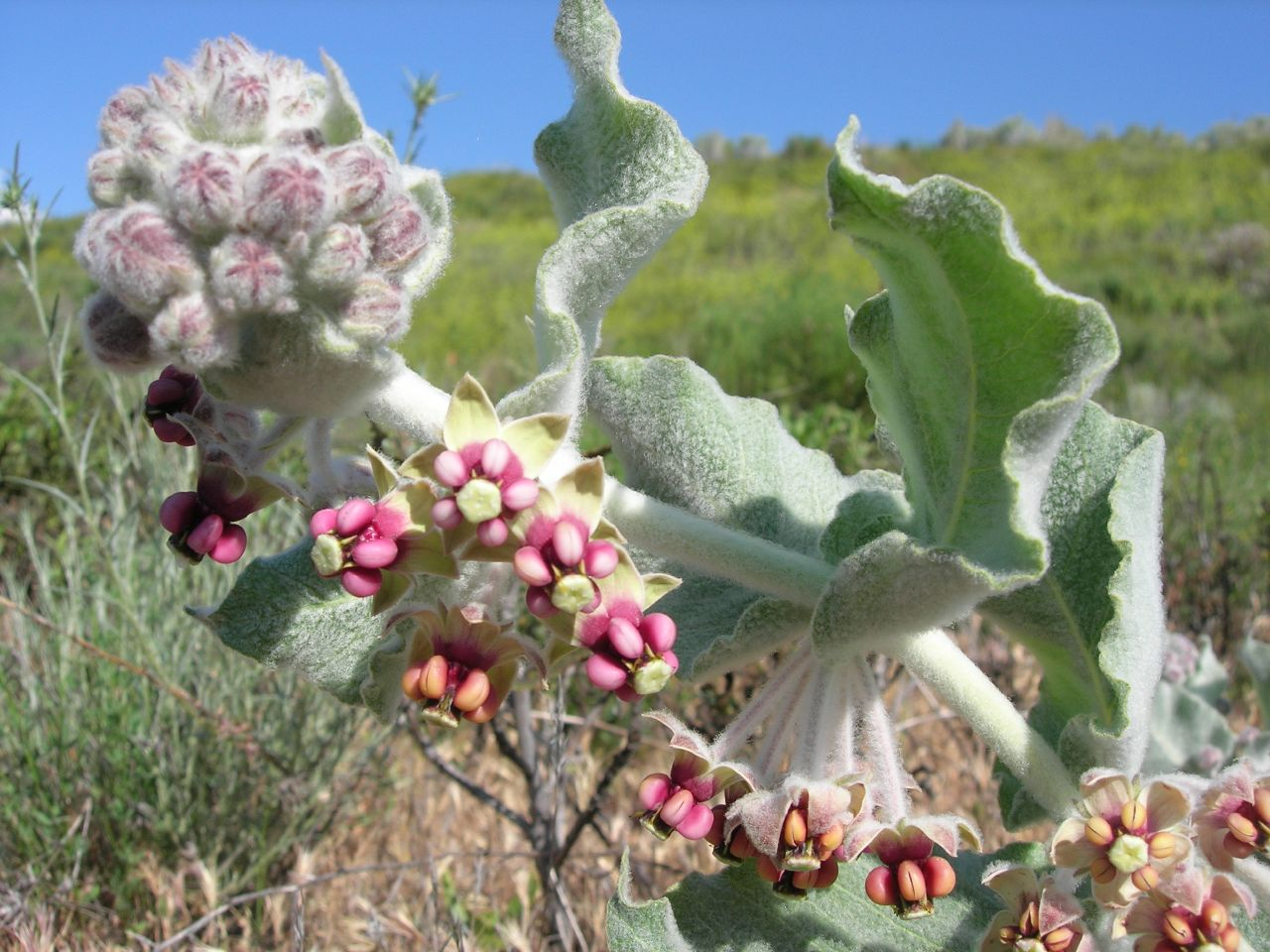
Asclepias californica

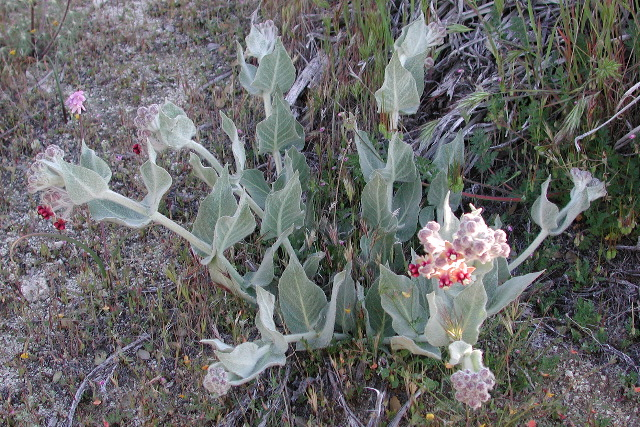
Wuchsform und Lebensraum

Asclepias californica ist eine Pflanzenart aus der Gattung Seidenpflanzen (Asclepias) in der Unterfamilie der Seidenpflanzengewächse (Asclepiadoideae) innerhalb der Familie der Hundsgiftgewächse (Apocynaceae). Sie kommt nur in Kalifornien und im nördlichen Baja California vor.

## Beschreibung

### Vegetative Merkmale
Asclepias californica wächst als ausdauernde, krautige Pflanze, die Wuchshöhen von 20 bis 90 cm erreichen. Die aufrechten, aufsteigenden, zum Teil auch liegenden Stängel sind sehr charakteristisch mit weißen, spinnenartigen Haaren (Trichomen) bedeckt.
Die gegenständig an den Stängeln angeordneten Laubblätter sind sitzend bis kurz gestielt (0 bis 2 cm). Die relativ dünne und biegsame, sowie zumindest im Alter nahezu unbehaarte Blattspreite ist bei einer Länge von 4 bis 16 cm und einer Breite von 2,5 bis 7 cm breit-eiförmig bis lanzettförmig mit einer herzförmigen Spreitenbasis und einem zugespitzten bis stumpfen Ende.

### Generative Merkmale
Die Blütezeit reicht von April bis Juli. Der endständige oder annähernd endständige annähernd, sitzende oder auf einem bis 3 cm langen Blütenstandsschaft stehende Blütenstand ist mehrblütig. Die Blütenstiele sind 2 bis 4 cm lang.
Die relativ großen Blüten sind zwittrig, radiärsymmetrisch und fünfzählig. Die fünf Kelchblätter sind bei einer Länge von etwa 4 mm ei- bis lanzettförmig und dicht weiß behaart. Die fünf purpurfarbenen Kronblätter sind stark zurückgebogen und dicht behaart. Die Kronenzipfel sind 1 bis 1,2 cm lang. Das purpurrote Gynostegium ist ungestielt oder kurzgestielt. Die Nebenkronenzipfel sind tief sackförmig und 4 bis 5 mm lang. Der hornförmige Fortsatz ist sehr klein oder kann auch fehlen. Der Griffelkopf weist eine Länge von etwa 3 mm und einen Durchmesser von etwa 5 mm auf.
Die aufrecht auf gebogenen Stielen stehende Balgfrüchte sind bei einer Länge von 8 bis 10 cm und einem Durchmesser von 2 bis 2,5 cm breit-spindelförmig und nehmen zur Spitze hin langsam an Dicke ab. Ihre Oberfläche ist dicht weiß behaart. Die mit einer Länge von etwa 1 cm breit-oval Samen besitzen einen ungefähr 2 cm langen Haarschopf.

## Vorkommen
Asclepias californica kommt ausschließlich in Kalifornien (USA) und im nördlichen Baja California (Nordmexiko) vor. Sie gedeiht dort auf trockenen Böden in Höhenlagen zwischen 200 und 2100 Meter (auch Angaben von 0 bis 2500 Meter).

## Nutzung
Asclepias californica wird auch als Zierpflanze verwendet.

## Systematik
Die Art Asclepias californica wird von Woodson in zwei Unterarten unterteilt:
- Asclepias californica subsp. californica: Verbreitung: Südkalifornien und Baja California (Nordmexiko). Das Gynostegium ist annähernd sitzend und die Kronenzipfel sind an der Basis stark hängend.
- Asclepias californica subsp. greenei Woodson; Verbreitung: Nordkalifornien. Das Gynostegium ist deutlich gestielt und die Kronenzipfel sind an ihrer Basis kaum hängend.